# RDS-6
RDS-6는 소련의 수소폭탄이다. 미국은 Joe 4라고 부른다.
1953년 8월 12일 카자흐스탄 세미팔라틴스크 핵실험장에서 핵실험을 하였다. 소련은 세계최초의 수소폭탄 핵실험이라고 주장했다. 미국은 계속해서 수소폭탄이 아니라 증폭형 핵분열탄의 실험이라고 주장했다.
40 kt 핵분열탄을 터뜨려 수소 핵융합을 일으켜 모두 400 kt의 폭발력을 냈다. 10배 증폭시켰다.
미국에서는 "알람시계"(Alarm Clock) 디자인이라고 부르는데, 에드워드 텔러가 이런 디자인을 설계한 적은 있지만, 핵실험은 하지는 않았다. 소련에서는 이를 슬로이카(Sloika) 모델이라고 부른다.

## 같이 보기
- 대량살상무기
- 아이비 마이크